# 氢脆

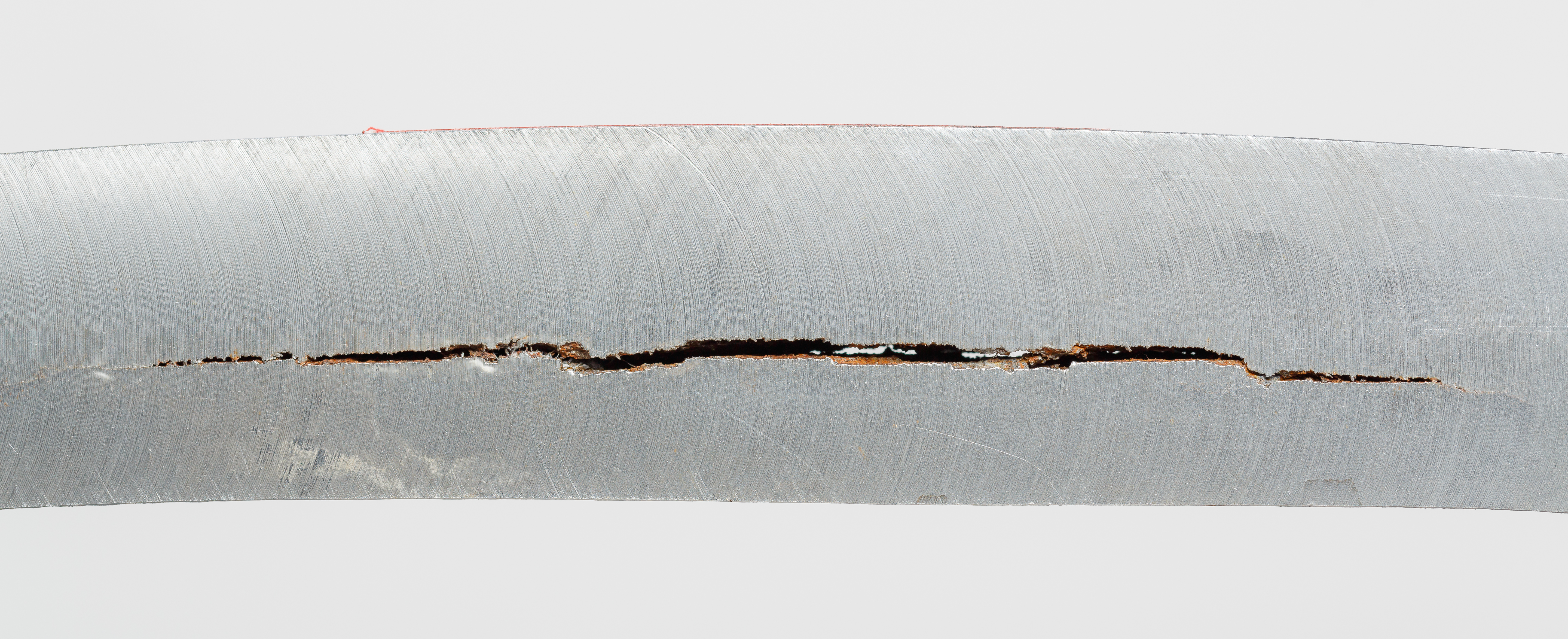
氢脆

氢脆（英語：hydrogen embrittlement）是指金属材料在冶炼、加工、热处理、酸洗和电镀等过程中，或在含氢介质中长期使用时，材料由于吸氢或氢渗而造成机械性能严重退化，发生脆断的现象．
人们不仅在普通的钢材中发现氢脆现象，在不锈钢、铝合金、钛合金、镍基合金和锆合金中也都有此现象．
从机械性能上看，氢脆有以下表现：氢对金属材料的屈服强度和极限强度影响不大，但使延伸率是断面收缩率严重下降，疲劳寿命明显缩短，冲击韧性值显著降低。在低于断裂强度拉伸应力的持续作用下，材料经过一段时期后会突然脆断。

## 氢脆的机理
氢脆的机理学术界还有争议，但大多数学者认为以下几种效应是氢脆发生的主要原因：
- 在金属凝固的过程中，溶入其中的氢没能及时释放出来，向金属中缺陷附近扩散，到室温时原子氢在缺陷处结合成分子氢并不断聚集，从而产生巨大的内压力，使金属发生裂纹．
- 在石油工业的加氢裂解炉里，工作温度为300-500度，氢气压力高达几十个到上百个大气压力，这时氢可渗入钢中与碳发生化学反应生成甲烷． 甲烷气泡可在钢中夹杂物或晶界等场所成核，长大，并产生高压导致钢材损伤．
- 在应力作用下，固溶在金属中的氢也可能引起氢脆．金属中的原子是按一定的规则周期性地排列起来的，称为晶格．氢原子一般处于金属原子之间的空隙中，晶格中发生原子错排的局部地方称为差排，氢原子易于聚集在差排附近．金属材料所外力作用时，材料内部的应力分布是不均匀的，在材料外形迅速过渡区域或在材料内部缺陷和微裂纹处会发生应力集中．在应力梯度作用下氢原子在晶格内扩散或跟随位错运动向应力集中区域．由于氢和金属原子之间的交互作用使金属原子间的结合力变弱，这样在高氢区会萌生出裂纹并扩展，导致了脆断． 另外，由于氢在应力集中区富集促进了该区域塑性变形，从而产生裂纹并扩展． 还有，在晶体中存在着很多的微裂纹，氢向裂纹聚集时有吸附在裂纹表面，使表面能降低，因此裂纹容易扩展．
- 某些金属与氢有较大的亲和力，过饱和氢与这种金属原子易结合生成氢化物，或在外力作用下应力集中区聚集的高浓度的氢与该种金属原子结合生成氢化物．氢化物是一种脆性相组织，在外力作用下往往成为断裂源，从而导致脆性断裂．

## 电镀系统的氢脆现象
在电镀体系中，被镀金属离子在阴极上得到电子，氢离子也同样会得到电子，生成原子态的氢，渗透到金属镀层内部，使镀层产生疏松，当搁置一段时间后，原子态的氢会结合生成氢气而体积膨胀，这样就导致镀层产生针孔、鼓泡甚至脱落等不良缺陷，如果渗透到基体还会导致整个构件的氢脆现象，特别是对于高强度钢，一旦渗氢容易导致构件的脆断。因此，电镀后（尤其是高强度的工件）要在一定的温度下热处理数小时，以驱除渗透到镀层下面或者基体金属中的氢。这种工艺叫做「除氢」或「驱氢」

## 如何防止氢脆
氢脆给人类利用金属带来了风险，因此研究氢脆的目的主要在于防止氢脆，由于氢脆的原因很多，而且人类的认识也不够透彻完整，所以现在还无法完全防止氢脆．
目前防止氢脆的措施有以下几种：
- 避免过量氢带入—在金属的冶炼过程中降低相对湿度，对各种添加剂和钢锭模进行烘烤保持干燥．
- 去氢处理—减缓钢锭冷却速度使氢有足够的时间逸出，或把钢材放在真空炉中退火除氢．
- 钢中添加适当的合金元素，形成弥散分布的第二相，做为氢的不可逆陷阱，使得材料中的可活动氢的含量相对地减少，从而降低材料的氢脆倾向．
- 发展新的抗氢钢种，氢在体心立方晶体结构中的扩散速度比六角密堆结构或面心立方结构中的扩散速度高得多，所以抗氢钢常以具有面心立方结构的相为基，再加其他强化措施，可使其满足使用强度要求．
- 采用适当的防护措施—在酸洗或电镀时在酸液或电解液中添加缓蚀剂，使溶液中产生的大量氢原子在金属表面相互结合成氢分子直接从溶液中逸出，避免氢原子进入金属内部．
- 此外，在构件外涂敷防腐层或在工作介质中施加保护电位，可避免构件与介质反应生成氢．

## 电镀後的除氫
工件于电镀后一般都是采用热处理的方式把原子态的氢驱逐出，以防止氢脆现象。对于常用的镀锌构件，一般是在带风机的烘箱中，220℃恒温条件下保温2小时，这个工序一般是在钝化之前，这样不会造成由于驱氢而导致钝化层的破裂。不锈钢化学镀镍后经过400℃，1.5h的热处理，可以显著提高其硬度，降低脆性。Fe-Mn合金镀层经过100℃、150℃、200℃，1.5h的除氢处理后，拉伸结合强度分别提高了49.5%、75.5%和121.8%，可见，除氢处理对于提高镀层的性能具有重要作用。由上可见，除氢处理通常是选择一个最佳的温度区间（一般是在200～300℃之间）和时间（一般是2～3h）进行热处理，但是针对不同的镀层稍有差异，而且不同的处理温度和处理时间对镀层的性能也有一定的影响。
因此，除氢要保证即能有效的驱除渗透到镀层或者金属基体的原子态的氢，又不会导致镀层破裂。